# رافائلا سیلوا
رافائلا سیلوا (پرتغالی: Rafaela Silva؛ زادهٔ ۲۴ آوریل ۱۹۹۲) بانوی جودوکار اهل برزیل است. او قهرمان جهان (مسابقات ۲۰۱۳ ریودوژانیرو) و المپیک (۲۰۱۶ ریو) در دسته منهای ۵۷کیلوگرم است.